# Mackenzie 2–1 Germânia (1902)
Mackenzie 2 x 1 Germânia foi um jogo de futebol realizado no dia 3 de maio de 1902 que entrou para a história do futebol brasileiro como a primeira partida válida por competições oficiais no Brasil. A partida foi válida pelo Campeonato Paulista de Futebol de 1902.
Exatamente 100 anos depois, aconteceu uma partida comemorativa, que foi chamada de "O Jogo da Saudade".

## Ficha Técnica
| 3 de maio de 1902 | A. A. Mackenzie College               | 2 – 1 | Sport Club Germânia | Parque da Antarctica Paulista, São Paulo |
|                   | Mário Eppinghaus · Alício de Carvalho |       | Arthur Kirschner    | Árbitro: SP Antonio Casimiro da Costa    |

| Mackenzie | Germânia |

| Mackenzie |   |                |  |  |
|           |   |                |  |  |
| GK        | 0 | Ruder          |  |  |
| Z         | 0 | Bel Duarth     |  |  |
| Z         | 0 | Warnes         |  |  |
| M         | 0 | Sampai         |  |  |
| M         | 0 | de Carvalho    |  |  |
| M         | 0 | Lourenço       |  |  |
| A         | 0 | Yelrd          |  |  |
| A         | 0 | Peninnghaus    |  |  |
| A         | 0 | Pedro Bicudo   |  |  |
| A         | 0 | Armando Paixão |  |  |
| A         | 0 | Lopes          |  |  |

| Germânia                                                                               |   |               |
|                                                                                        |   |               |
| GK                                                                                     | 0 | Brushe        |
| Z                                                                                      | 0 | Riether       |
| Z                                                                                      | 0 | Nobiling      |
| M                                                                                      | 0 | Kawat         |
| M                                                                                      | 0 | Baumann       |
| M                                                                                      | 0 | Muss          |
| A                                                                                      | 0 | Linz          |
| A                                                                                      | 0 | Russo         |
| A                                                                                      | 0 | Kircheerr     |
| A                                                                                      | 0 | Nicolau Gordo |
| A                                                                                      | 0 | Genhtard      |
| * Muss, que se feriu numa queda na primeira half foi substituído por um outro jogador. |   |               |

## O Jogo da Saudade
| 3 de maio de 2002 | A. A. Mackenzie College                   | 3 – 2     | Sport Club Germânia      | Estádio do Pacaembu, São Paulo     |
|                   | Serginho Chulapa · Edu · Serginho Chulapa | Relatório | Cesar · Alfredo Mostarda | Árbitro: Clodoaldo Tavares Santana |

| Mackenzie | Germânia |